# Orinoco Flow
Orinoco Flow (от англ. „Течението на Ориноко“), издадена и като Orinoco Flow (Sail Away) („Течението на Ориноко (Да отплавам)“, е песен и сингъл на ирландската певица, композиторка и музикантка Еня от втория ѝ студиен албум Watermark (1988). Сингълът е издаден на 3 октомври 1988 г. от WEA Records в Обединеното кралство и от Geffen Records в Съединените щати на следващата година.
Той оглавява Ю Кей Сингълс Чарт в продължение на три седмици и получава две номинации за Награда „Грами“ за най-добро музикално видео и за най-добро ню ейдж изпълнение на 32-рите годишни награди Грами. През 2020 г. британският вестник „Гардиън“ го класира на № 77 в своя списък на 100-те най-велики сингъла във Великобритания за всички времена.
Успехът на песента прави Watermark мултиплатинен албум и трансформира кариерата на Еня.

## Предистория
Песента е издадена като водещ сингъл от студийния албум на Еня Watermark на 3 октомври 1988 г. Тя става световен успех, достигайки № 1 в няколко държави, включително Белгия, Ирландия, Нидерландия, Швейцария и Обединеното кралство, където остава начело в Британската класация за сингли в продължение на три седмици. В Съединените щати тя достига връхната си позиция на № 24 в Билборд Хот 10 през април 1989 г.
Заглавието ѝ е намек както за Студия „Ориноко“ (днешни Студия „Милоко“) в Лондон, където е записана, така и за едноименната река във Венецуела. Нейните пицикато акорди, генерирани чрез промяна на ъпдейта „Пицагого“ на синтезатора Roland D-50, са силно разпознаваеми като ню ейдж звучене. Еня има договор с лейбъла Уорнър Мюзик, чийто президент Роб Дикинс е изпълнителен продуцент на албума Watermark. С песента тя отдава почит към него в репликата „С Роб Дикинс на кормилото“ (на англ. with Rob Dickins at the wheel). Копродуцентът Рос Кълъм е споменат в песента с каламбура Ross Dependency – зависима от Нова Зеландия територия в Антарктида: „Можем да въздъхнем и да кажем сбогом/ на Рос и неговaата колония“ ("We can sigh, say goodbye/Ross and his dependency").
Когато Еня, нейният продуцент Ники Райън и нейната текстописка Рома Райън разработват песента, те не възнамеряват тя да бъде сингъл. Тя е „забавна песен“, върху която работят с прекъсвания в продължение на няколко месеца и чието място в албума е несигурно. Те не я завършват, докато не запишат целия друг материал за албума Watermark и откриват, че се нуждаят от още една песен. Така те преразглеждат Orinoco Flow (което тогава се нарича Sail Away) и я завършват. Рома Райън казва за песента:
| „ | Въпреки че това беше последната песен, написана за албума Watermark, това беше първата песен, която беше издадена и с голям успех. Имаше усещане за откритие в създаването на този албум, усещане за начало, усещане за нещо ново и вълнуващо. “Orinoco Flow” отразява усещането за онова време за нас – приключение! | “ |

През 1994 г. на Върджин Рекърдс е даден лиценз за включване на песента в най-продавания сборен албум за ню ейдж музика Pure Moods. Той допринася за по-нататъшната ѝ популярност и „помага да се осигури мултиплатинена награда“ на звукозаписната компания.
През 1998 г. по случай 10-а годишнина на песента излиза специално издание с ремикс на сингъла. През 2009 г. тя е пусната в ремастеризирана версия в луксозното издание на втория сборен албум с най-големите хитове на Еня The Very Best of Enya. Всъщност 12" LP picture disc „Orinoco Flow“ е включен в колекционерското издание на „The Very Best of Enya“. Той съдържа снимката на оригиналния сингъл без „Sail Away“ след заглавието.
Вкючена е в саундтрака на филма Calmi Cuori Appassionati (2001), в сборния албум Paint the Sky with Stars: The Best of Enya (1997), в бокс сета A Box of Dreams (1997), в сборните албуми Only Time - The Collection (2002) и The Very Best of Enya (2009).

## Текст
Текстът – дело на Рома Райън е оприличен на „маршрут за най-скъпата ваканционна година на всички времена“, споменавайки набор от места като „урок по глобална география“. Местата, споменати в песента, са:
- Река Ориноко,  Венецуела и  Колумбия
- Триполи,  Либия
- Жълто море,  Китай
- Бисау,  Гвинея-Бисау
- Палау,
- Авалон, британски острови
- Фиджи
- о-в Тайри,  Шотландия (Обединено кралство)
- Острови Ебъни, измислени
- Перу
- Себу,  Филипини
- Вавилон,  Ирак
- Бали,  Индонезия
- Кали,  Колумбия
- Коралово море,  Австралия
- Хебриди,  Шотландия (и в името на една следваща песен на Еня – Ebudae, т.е. Хебриди)
- Хартум,  Судан
- Облачно море, на Луната
- вероятно планина Хуаншан,  Китай
- Лунен остров,  Мадагаскар
- Колония Рос,  Антарктида

| Оригинален текст | Превод |
| --- | --- |
| [Verse 1] Let me sail, let me sail Let the Orinoco flow Let me reach, let me beach On the shores of Tripoli Let me sail, let me sail Let me crash upon your shore Let me reach, let me beach Far beyond the Yellow Sea [Interlude] De-da, de-da, de (5) [Chorus] (Ah) Sail away, sail away, sail away (4) [Verse 2] From Bissau to Palau In the shade of Avalon From Fiji to Tiree And the Isles of Ebony From Peru to Cebu Feel the power of Babylon From Bali to Cali Far beneath the Coral Sea [Interlude] De-da, de-da, de (5) [Bridge] Turn it up, turn it up Turn it up, up Adieu (3) (Ooh) [Chorus] Sail away, sail away, sail away (4) [Verse 3] From the North to the South Ebudæ unto Khartoum From the deep Sea of Clouds To the Island of the Moon Carry me on the waves To the lands I've never been Carry me on the waves To the lands I've never seen We can sail, we can sail With the Orinoco flow We can sail, we can sail Sail away, sail away, sail away [Verse 4] We can steer, we can near With Rob Dickins at the wheel We can sigh, say goodbye Ross and his dependency We can sail, we can sail Sail away, sail away, sail away [Verse 5] We can reach, we can beach On the shores of Tripoli We can sail, we can sail Sail away, sail away, sail away From Bali to Cali Far beneath the Coral Sea We can sail, we can sail Sail away, sail away, sail away [Verse 6] From Bissau to Palau In the shade of Avalon We can sail, we can sail Sail away, sail away, sail away We can reach, we can beach Far beyond the Yellow Sea We can sail, we can sail Sail away, sail away, sail away [Verse 7] From Peru to Cebu Feel the power of Babylon We can sail, we can sail Sail away, sail away, sail away [Coda] We can sail, we can sail Sail away, sail away, sail away (5) Ah, ah-ah (2) Ah | [Куплет 1] Нека да плавам, нека да плавам Нека Ориноко да тече Нека да достигна, нека да акостирам на бреговете на Триполи Нека да плавам, нека да плавам Нека да корабокруширам на брега ти Нека да достигна, нека да акостирам далеч отвъд Жълто море [Пауза] Ди-да, ди-да, ди (5) [Хор] (Ааа) Да отплавам, да отплавам, да отплавам далеч (4) [Куплет 2] От Бисау до Палау В сянката на Авалон От Фиджи до Тайри и Островите Ебъни От Перу до Себу Почувствай силата на Вавилон От Бали до Кали Далече под Коралово море [Пауза] Ди-да, ди-да, ди (5) [Бридж] Завий, завий Сбогом (3) Ооо [Хор] Да отплавам, да отплавам, да отплавам надалеч (4) [Куплет 3] От Север на юг Ебуде до Хартум от дълбокото Облачно море до Лунния остров Понеси ме на вълните до земи, където никога не съм била Понеси ме на вълните до земи, които никога не съм виждала Можем да плаваме, можем да плаваме С течението на Ориноко Можем да плаваме, можем да плаваме Да плаваме далеч, да плаваме далеч, да плаваме далеч [Куплет 4] Можем да караме, можем да се доближаваме с Роб Дикинс на кормилото Можем да въздишаме, можем да казваме сбогом Рос и неговата колония Можем да плаваме, можем да плаваме Да плаваме далеч, далеч, далеч [Куплет 5] Можем да достигнем, можем да акостираме на бреговете на Триполи Можем да плаваме, можем да плаваме Да плаваме далеч, далеч, далеч От Бали до Кали Далеч под Коралово море Можем да плаваме, можем да плаваме Да плаваме далеч, далеч, далеч [Куплет 6] От Бисау до Палау в сянката на Авалон Можем да плаваме, можем да плаваме Да плаваме далече, далече, далече Можем да достигнем, можем да акостираме далеч отвъд Жълто море Можем да плаваме, можем да плаваме Да плаваме далече, далече, далече [Куплет 7] От Перу до Себу Почувствай силата на Вавилон Можем да плаваме, можем да плаваме Да плаваме далече, далече, далече [Кода] Да отплаваме, да отплаваме Да отплаваме далече, далече, далече (5) Аа, аа (2) Аа |

## Музикален видеоклип
Към песента е направен музикален видеоклип. Режисьор е Майкъл Джиогеган. В него Еня носи бяла рокля и е потопена във венецуелската флора и фауна, повтарящи се фигури на животни, цветя, течения и водопади, които очертават впечатляваща среда около певицата, а по време на припева може да се види изображението на кораб, който подчертава темата за пътуването. Видеото включва пастелен ефект, който ще се използва и за други видеоклипове на изпълнителката.
Победител на Световните музикални награди през 1989 г. като Музикален видеоклип на годината.
Включен в компилацията Moonshadows (1991), The Video Collection (2001) и в луксозната версия на The Very Best of Enya.

## Критичен прием
Нед Рагет от Олмюзик описва песента като „отличаваща се“ и „напълно закачлива“. Той отбелязва „имплицитната ѝ драматичност, [която] нежно зарежда, вместо да натрупва неща".

## Сингъл
Издаден е на различни физически носители през 1988, 1990, 1997 и 1998 г.
1-ва версия
- 3" CD - WEA 1988: YZ312CD Германия (с и без 5" адаптор), YZ312CD Нидерландия, 247607-2 Норвегия, 247607-2 Швеция, 247607-2 Швейцария и YZ312CD Обединено кралство. Продължителността на песента е посочена в ранните издания на този диск като по-кратката edit версия, но всъщност е нормалното парче от албума. По-късните отпечатки вече показват правилното време.
- 12" LP - WEA 1988: 247 607-0 Германия, 247 607-0 Норвегия, 247 607-0 Швеция, 247 607-0 Швейцария, YZ312T Обединено кралство; Geffen 1988: 9 21129-0 САЩ

| №  | Име                                            | Време |
| -- | ---------------------------------------------- | ----- |
| 1. | Orinoco Flow                                   | 4:25  |
| 2. | Smaointe... (d'Aodh agus do Mháire Uí Dhúgain) | 6:09  |
| 3. | Out of the Blue                                | 3:08  |

2-ра версия
- 3" CD - Warner-Pioneer 1988: 10P3-6100 Япония
- 7" плоча - WEA 1988: 7-247608 Австралия, 247 608-7 Франция, YZ312 Ирландия и YZ312 Обединено кралство

| №  | Име                 | Време |
| -- | ------------------- | ----- |
| 1. | Orinoco Flow (4“25) | 3:45  |
| 2. | Out of the Blue     | 3:10  |

3-та версия
- 7" плоча – WEA 1988: 247 608 – 7 Германия, 247 608 – 7 Нидерландия, 247 608 – 7 Норвегия, 247 608 – 7 Швеция и 247 608 – 7 Швейцария; Tusk 1988: WIS658 Южна Африка; WEA 1989: 24 76087 Канада, 247608 – 7 Финландия; Geffen 1988: 9 27633 – 7 САЩ
- Аудиокасета – Geffen 1988: 9 27633 – 4 САЩ

| №  | Име                 | Време |
| -- | ------------------- | ----- |
| 1. | Orinoco Flow (Edit) | 3:45  |
| 2. | Out of the Blue     | 3:10  |

4-та верия
- CD – WEA Japan 1997: WPCR-1886 Япония

| №  | Име                                              | Време |
| -- | ------------------------------------------------ | ----- |
| 1. | Orinoco Flow (7" Version)                        | 3:48  |
| 2. | Evening Falls (d'Aodh agus do Mháire Uí Dhúgain) | 3:48  |
| 3. | Storms In Africa (Single Version)                | 4:01  |

5-а версия
- CD – WEA Japan 1998: WPCR-1886 Япония

| №  | Име              | Време |
| -- | ---------------- | ----- |
| 1. | Orinoco Flow     | 3:47  |
| 2. | Hope Has a Place | 4:46  |
| 3. | Pax Deorum       | 4:57  |

## Класации и сертификати
| Класация                                  | Топ позиция |
| ----------------------------------------- | ----------- |
| Австралия (ARIA)                          | 6           |
| Австрия (Ö3 Austria Top 40)               | 8           |
| Белгия (Ultratop 50 Flanders)             | 1           |
| Канада Top Singles (RPM)                  | 4           |
| Дания (IFPI)                              | 6           |
| Европа (Eurochart Hot 100)                | 1           |
| Финландия (Suomen virallinen lista)       | 11          |
| Франция (SNEP)                            | 16          |
| Ирландия (IRMA)                           | 1           |
| Нидерландия (Dutch Top 40)                | 1           |
| Нидерландия (Single Top 100)              | 1           |
| Нова Зеландия (Recorded Music NZ)         | 2           |
| Норвегия (VG-lista)                       | 5           |
| Португалия (AFP)                          | 3           |
| Швеция (Sverigetopplistan)                | 2           |
| Швейцария (Schweizer Hitparade)           | 1           |
| Обединено кралстко (UK Singles) (OCC)     | 1           |
| САЩ Билборд Топ 100                       | 24          |
| САЩ Adult Contemporary (Billboard)        | 7           |
| Западна Германия (Official German Charts) | 6           |

| Класация                            | Топ позиция |
| ----------------------------------- | ----------- |
| Белгия (Ultrapop)                   | 56          |
| Европа (Eurochart Hot 100)          | 83          |
| Нидерландия (Dutch Top 40)          | 40          |
| Нидерландия (Single Top 100)        | 23          |
| Обединено кралство UK Singles (OCC) | 18          |

| Класация                                  | Топ позиция |
| ----------------------------------------- | ----------- |
| Австралия (ARIA)                          | 43          |
| Канада Top Singles (RPM)                  | 60          |
| Европа (Eurochart Hot 100)                | 72          |
| Нова Зеландия (Recorded Music NZ)         | 34          |
| Швейцария (Schweizer Hitparade)           | 19          |
| Западна Германия (Official German Charts) | 20          |

| Регион                   | Сертификат | Продадени бройки |
| ------------------------ | ---------- | ---------------- |
| Обединено кралство (BPI) | Сребърен   | 250 хил.         |

## Кавъри
- В четири албума на Ансамбъл Келтик Уоман: Celtic Woman, Celtic Woman: A New Journey, Celtic Woman: Emerald – Musical Gems и Celtic Woman: Destiny
- В албума New Dawn на британския момчешки хор Libera
- Парче Orinoco Symphony в соло проекта на Джонатан Бейтс Big Black Delta.

### Семпъли и ремикси
- Семпъли от акомпанимента са използвани в хитовия сингъл на Rebel MC Tribal Bass (1991)
- Пуерториканският регетон дует Maicol & Manuel семплира акордите в песента си No Hay Ley

## В популярната култура
След значителна вълна от популярност, включително редовно въртене по Ем Ти Ви, песента се превръща в „неочакван и смешен край“, представяйки ню ейдж клише за „генерична музика за „вана с мехурчета“. Песента е използвана в релаксиращи сцени и за подчертаване на релаксацията по шеговит начин:
- В еп. „Смърт“ (Death) от 1997 г. на американския анимационен сериал „Саут Парк“[8] дядото на Стан го заключва в стая и свири пародия на песента, изпълнена от Тоди Уолтърс, за да илюстрира какво е усещането да бъдеш стар.
- В еп. „Престъпление и наказание" (Crime and Punishment) на американския полицейски ситком „Бруклин 99“ персонажът Джейк Пералта споменава Еня като един от любимите си музикални изпълнители. По-късно Orinoco Flow върви, докато той влиза на забавен каданс в съдебната зала.
- В еп. „Талантливият Г-н Алън“ от 2002 г. на ситкома на Би Би Си „Аз съм Алън Партридж“ Алън е хванат да си пее песента.[15]
- В „Погребение“ (Funeral) – еп. 6 от Сезон 1 на британския телевизионен сериал „Пиийп Шоу“; по време на епизода е показано музикалното видео на песента и тя е възпроизведена във финалните надписи.[14]
- По време на сцената с изявлението на Румпелщилцхен в анимационния филм от 2010 г. „Шрек завинаги“.[8]
- В Сезон 1 на американския телевизионен ситком „Агнешко“.[14]

Алтернативно песента се използва и в медиите, за да създаде дисонанс между спокойствието на песента и силно контрастиращите визуални елементи:
- В поредицата „Милениум“ от филмовата адаптация на Дейвид Финчър от 2011 г. на романа на Стиг Ларшон „Мъжете, които мразеха жените“ второстепенният герой Микаел Бломквист е измъчван, докато върви песента.[8]
- В еп. „Мразен в нацията“ (Hated in the Nation) на британския научнофантастичен сериал „Черното огледало“[8] един от героите слуша песента, за да се отпусне, „малко преди да бъде разкъсан от убийци дронове“ и ефикасно връща Orinoco Flow на върха на ню ейдж класациите след излизането на епизода.[14]

Изключение от това е използването на песента във филма на Бо Бърнам от 2018 г. „Осми клас“ (Eighth Grade). Бърнъм пише директно до Еня за разрешение да използва песента и я признава като сериозен избор за филма; в него Orinoco Flow най-накрая става себе си, а не „храна за ироничен присмех“.
По отношение на използването на песента в американския полицейски телевизионен сериал Brooklyn Nine-Nine продуцентът Дан Гур отбелязва: „Не се опитвахме да се привържем към историята на подигравки с нея. Шегата беше просто, че това е 100 % грешна музика за пускане. Това трябва да бъде триумфален, лош момент и вместо това ние пускаме тази песен.“
В интервю за в. „Айриш Таймс“ от 2015 г. Еня казва: „Дълголетието е всичко, за което всеки изпълнител си мечтае“, вместо да се спира на това как се запомнят песните ѝ. Тя приписва на песента си част от своята популярност сред различните поколения, като казва: „Хора, които преди харесваха Orinoco Flow, сега пускат моята музика на децата си“. В друго свое интервю на въпроса дали хората споменават Orinoco Flow изпълнителката отговаря: „Хората ми казват: „Sail Way (Отплавай)“ или ми подсвиркват части от нея. Мисля, че е прекрасно – никога не ми омръзва".
Песента е използвана и като заглавна песен за комедийно-драматичния сериал на Нетфликс „Да живееш със себе си“ с участието на Пол Ръд и Айслинг Бий. Шоуто е създадено от Тимъти Грийнбърг и премиерата му е на 18 октомври 2019 г.

### Други употреби
- Версия на песента се изпълнява от главния герой на ирландския ситком Moone Boy, когато той и приятелят му плават на самоделен сал.
- Австралийското телевизионно шоу Please Like Me включва тази песен в началната сцена на еп. 1 от Сезон 4.
- В анимационния филм от 2018 г. „Хотел Трансилвания 3: Лятна ваканция“.
- Изпълнява се на заден план по време на сцена в еп. 6 на Сезон 2 на американския телевизионен сериал „Момчетата“, когато Ей-Трейн е вербуван в Църквата на Колектива.[19]
- В американския анимационен филм от 2021 г. „Бебе Бос 2: Семейни работи“.
- В реклама на Dulux paint от 1991 г.[20]
- В края на рекламата на Хюндай Санта Фе (2021) в Австралия.
- В рекламата на Рено Туинго от 1997 г.

### Други препратки
Песента се използва и за различни имена на обекти, включително сортът ирис Orinoco Flow от селекционера на ириси Сай Бартлет през 1989 г. и Leporinus enyae – вид риба от водосборния басейн на река Ориноко, кръстен на самата изпълнителка.
В почитта на Ай Ти Ви през 2017 г. към Даяна, принцеса на Уелс „Даяна, нашата майка: нейният живот и наследство“ (Diana, Our Mother: Her Life and Legacy) принц Хари си спомня как майка му е слушала Еня, карайки своето БМВ със свален капак.